# Nati nel 1978/Giugno
| Questa pagina contiene informazioni ricavate automaticamente dalle voci biografiche con l'ausilio del template Bio e di un bot. L'aggiornamento è periodico e automatico e ricostruisce completamente la pagina. Se manca una persona in questa lista, sei pregato di non aggiungerla, ma accertati piuttosto che la sua voce biografica contenga il template Bio e che i dati anagrafici siano correttamente compilati. Se il template Bio manca, inseriscilo tu stesso o, in alternativa, metti l'avviso {{tmp\|Bio}} che ne segnala la mancanza. Se i dati riportati sono sbagliati, correggi direttamente la voce biografica; le modifiche saranno visibili in questa lista entro pochi giorni. Per chiarimenti vedi il progetto biografie. La lista contiene solo le 378 persone che sono citate nell'enciclopedia e per le quali è stato implementato correttamente il template Bio. Pagina aggiornata al 10 ago 2025. |

- 1º giugno - Nerijus Barasa, ex calciatore lituano
- 1º giugno - Hasna Benhassi, mezzofondista marocchina
- 1º giugno - Michael Cummins, allenatore di calcio e calciatore irlandese
- 1º giugno - Ignas Dedura, ex calciatore lituano
- 1º giugno - Pierre Deladonchamps, attore francese
- 1º giugno - Antonietta Di Martino, ex altista e ex militare italiana
- 1º giugno - Bryan Dick, attore inglese
- 1º giugno - Veronica Raimo, scrittrice e traduttrice italiana
- 1º giugno - Aleksandar Šapić, ex pallanuotista e politico serbo
- 1º giugno - Danilo Zini, ex calciatore italiano
- 1º giugno - Dovilė Šakalienė, politica lituana
- 2 giugno - Taj Burrow, surfista australiano
- 2 giugno - Dominic Cooper, attore britannico
- 2 giugno - Nikki Cox, attrice statunitense
- 2 giugno - Alejandro Delorte, ex calciatore argentino
- 2 giugno - Hernán Garcias, allenatore di calcio a 5 e ex giocatore di calcio a 5 argentino
- 2 giugno - Janne Hietanen, ex calciatore finlandese
- 2 giugno - Lew Hawk, rapper statunitense
- 2 giugno - Justin Long, attore statunitense
- 2 giugno - Nicolas Mathieu, scrittore francese
- 2 giugno - Angelica Novak, attrice italiana
- 2 giugno - Patrick Ovie, ex calciatore nigeriano
- 2 giugno - Yi So-yeon, astronauta sudcoreana
- 2 giugno - William da Silva Barbosa, ex calciatore brasiliano
- 3 giugno - Stuart Abbott, ex rugbista a 15 sudafricano
- 3 giugno - Laura Clarke, diplomatica e politica britannica
- 3 giugno - Emanuele Concetti, ex calciatore italiano
- 3 giugno - Kamil Čontofalský, allenatore di calcio e ex calciatore slovacco
- 3 giugno - Isabelle Grenier, ex cestista canadese
- 3 giugno - Lyfe Jennings, cantante statunitense
- 3 giugno - Karen Legg, ex nuotatrice britannica
- 3 giugno - Ryang Kyu-sa, ex calciatore nordcoreano
- 3 giugno - Suthida Tidjai, regina e ex militare thailandese
- 4 giugno - Scott Cawthon, programmatore, produttore cinematografico e scrittore statunitense
- 4 giugno - Geōrgios Chatzīzīsīs, ex calciatore greco
- 4 giugno - Sulifou Faaloua, ex calciatore samoano americano
- 4 giugno - Deniz Gamze Ergüven, regista e sceneggiatrice turca
- 4 giugno - Vicky Kaya, conduttrice televisiva e modella greca
- 4 giugno - Marco Lingua, martellista e ex sollevatore italiano
- 4 giugno - Simone Maludrottu, ex pugile italiano
- 4 giugno - Josh McDermitt, attore e comico statunitense
- 4 giugno - Jan Monchaux, ingegnere francese
- 4 giugno - Albert Oliver, allenatore di pallacanestro e ex cestista spagnolo
- 4 giugno - Dijana Ravnikar, ex biatleta e fondista slovena
- 4 giugno - Alessandro Roia, attore italiano
- 4 giugno - Robin Lord Taylor, attore statunitense
- 5 giugno - María Chivite, sociologa e politica spagnola
- 5 giugno - Angelica Costello, attrice pornografica statunitense
- 5 giugno - Gayle Forman, scrittrice e giornalista statunitense
- 5 giugno - Stephan Görgl, ex sciatore alpino austriaco
- 5 giugno - Dmitrij Kiselëv, regista russo
- 5 giugno - Takayuki Kondō, doppiatore giapponese
- 5 giugno - Nick Kroll, attore, comico e sceneggiatore statunitense
- 5 giugno - Fernando Meira, ex calciatore portoghese
- 5 giugno - Qu Yun, ex nuotatrice cinese
- 5 giugno - Martin Rančík, ex cestista e allenatore di pallacanestro slovacco
- 5 giugno - Danie Rossouw, ex rugbista a 15 sudafricano
- 5 giugno - Sutee Suksomkit, allenatore di calcio e ex calciatore thailandese
- 5 giugno - Fabian Thylmann, imprenditore tedesco
- 5 giugno - Alberto Vinale, ex ciclista su strada e ciclocrossista italiano
- 5 giugno - Qasim al-Raymi, terrorista yemenita († 2020)
- 6 giugno - Marco Balzano, scrittore, poeta e italianista italiano
- 6 giugno - Judith Barsi, attrice statunitense († 1988)
- 6 giugno - Carl Barât, cantante e chitarrista britannico
- 6 giugno - Irina Baženova, schermitrice russa
- 6 giugno - Mirko Benin, ex calciatore italiano
- 6 giugno - Marla Brumfield, ex cestista e allenatrice di pallacanestro statunitense
- 6 giugno - Miguel Cáceres, ex calciatore paraguaiano
- 6 giugno - Faudel, cantante e attore francese
- 6 giugno - Daniel Munteanu, ex calciatore rumeno
- 6 giugno - ODB, wrestler statunitense
- 6 giugno - Mariana Popova, cantante bulgara
- 6 giugno - Vol'ha Prakopaŭa, stilista e designer bielorussa
- 6 giugno - Andrew Reynolds, skater statunitense
- 6 giugno - Marko Verginella, ex cestista sloveno
- 6 giugno - Igors Vihrovs, ex ginnasta lettone
- 6 giugno - Andrea Volpini, nuotatore italiano
- 6 giugno - Mirko Šarić, calciatore argentino († 2000)
- 7 giugno - Talal Al-Meshal, ex calciatore saudita
- 7 giugno - Mini Andén, supermodella svedese
- 7 giugno - Jesse Ball, scrittore e poeta statunitense
- 7 giugno - Franco Benedini, ex canoista italiano
- 7 giugno - Luís Costa, ex cestista angolano
- 7 giugno - Adrienne Frantz, attrice e cantante statunitense
- 7 giugno - Mattias Gestranius, arbitro di calcio finlandese
- 7 giugno - Sylwia Gliwa, attrice e modella polacca
- 7 giugno - Bill Hader, comico, imitatore e attore statunitense
- 7 giugno - Isoa Neivua, ex rugbista a 15 figiano
- 7 giugno - Georges Ngoma-Nanitélamio, ex calciatore della Repubblica del Congo
- 7 giugno - Vladyslav Piskunov, ex martellista ucraino
- 7 giugno - Laura Scaravonati, orientista italiana
- 7 giugno - Ildiko Vass, ex cestista e allenatrice di pallacanestro rumena
- 8 giugno - Luciano De Bruno, ex calciatore argentino
- 8 giugno - Filipp Egorov, bobbista russo
- 8 giugno - Eun Ji-won, cantante e attore sudcoreano
- 8 giugno - Antonio Franja, ex calciatore croato
- 8 giugno - Sara Kelany, politica italiana
- 8 giugno - Michael Masi, dirigente sportivo australiano
- 8 giugno - Maria Menounos, conduttrice televisiva, giornalista e attrice statunitense
- 8 giugno - Rony Morales, ex calciatore honduregno
- 8 giugno - Jaime Rosales, ex calciatore honduregno
- 8 giugno - Vincenzo Santoruvo, allenatore di calcio e ex calciatore italiano
- 8 giugno - Sturgill Simpson, cantautore e attore statunitense
- 8 giugno - Trevor Smandych, thaiboxer e kickboxer canadese
- 9 giugno - Pit Baccardi, rapper francese
- 9 giugno - Matthew Bellamy, cantautore, polistrumentista e compositore britannico
- 9 giugno - Barbara van Bergen, cestista e sciatrice alpina olandese
- 9 giugno - Michaela Conlin, attrice statunitense
- 9 giugno - Hüseyin Demiral, ex cestista turco
- 9 giugno - Adrian Diaconu, ex pugile rumeno
- 9 giugno - Shandi Finnessey, modella statunitense
- 9 giugno - Noah Hickey, ex calciatore neozelandese
- 9 giugno - Pierre Hola, rugbista a 15 tongano
- 9 giugno - Miroslav Klose, allenatore di calcio e ex calciatore tedesco
- 9 giugno - Thomas Lamparter, ex bobbista svizzero
- 9 giugno - Heather Mitts, ex calciatrice statunitense
- 9 giugno - Fernando Maria Neves, ex calciatore capoverdiano
- 9 giugno - Cristian Panin, ex calciatore rumeno
- 9 giugno - Eric Papilaya, cantante austriaco
- 9 giugno - Gabriela Partyšová, cantante e attrice ceca
- 9 giugno - Valeria Puglisi, ex cestista e allenatrice di pallacanestro italiana
- 9 giugno - Carlos Renato de Abreu, ex calciatore brasiliano
- 9 giugno - Hayden Schlossberg, regista e sceneggiatore statunitense
- 9 giugno - Lovis Schönenberger, ex hockeista su ghiaccio svizzero
- 9 giugno - Brian Patrick Wade, attore e culturista statunitense
- 9 giugno - Wang Ling, ex cestista cinese
- 9 giugno - Thomas Ziegler, ex hockeista su ghiaccio svizzero
- 10 giugno - David Chilia, allenatore di calcio e ex calciatore vanuatuano
- 10 giugno - Ferdinando Coppola, allenatore di calcio e ex calciatore italiano
- 10 giugno - Pierre Halut, schermidore belga
- 10 giugno - Jukka Leino, allenatore di sci alpino e ex sciatore alpino finlandese
- 10 giugno - Scott Neal, attore britannico
- 10 giugno - DJ Qualls, attore e produttore cinematografico statunitense
- 10 giugno - Rima Valentienė, ex cestista lituana
- 10 giugno - Brian West, ex calciatore statunitense
- 10 giugno - Shane West, attore statunitense
- 10 giugno - Marko Zaror, artista marziale e attore cileno
- 11 giugno - Dz'mitry Aharodnik, ex calciatore bielorusso
- 11 giugno - Oscar Bonilla, calciatore honduregno
- 11 giugno - Veronika Bortelová, ex cestista ceca
- 11 giugno - Joshua Jackson, attore canadese
- 11 giugno - Kadiatou Kanouté, ex cestista maliana
- 11 giugno - Maria Lohela, politica finlandese
- 11 giugno - Lucas Meachem, baritono statunitense
- 11 giugno - Pan Wei, ex cestista cinese
- 11 giugno - Ujjwala Raut, modella indiana
- 11 giugno - Julien Rodriguez, ex calciatore francese
- 12 giugno - Khaled Al-Mudhaf, tiratore a volo kuwaitiano
- 12 giugno - Andrea Beccari, ex nuotatore italiano
- 12 giugno - Mikko Lehtonen, ex hockeista su ghiaccio finlandese
- 12 giugno - Brian Lynch, allenatore di pallacanestro e ex cestista statunitense
- 12 giugno - Lewis Moody, ex rugbista a 15 britannico
- 12 giugno - Yumiko Shaku, attrice giapponese
- 12 giugno - Timothy Simons, attore statunitense
- 12 giugno - Shiloh Strong, attore, sceneggiatore e regista statunitense
- 12 giugno - Fousséni Tangara, ex calciatore maliano
- 13 giugno - Natalie Alison, attrice austriaca
- 13 giugno - Roberto Cazzaniga, cestista italiano
- 13 giugno - Ethan Embry, attore statunitense
- 13 giugno - Ivan Gatto, ex cestista italiano
- 13 giugno - Mikako Ichikawa, attrice e modella giapponese
- 13 giugno - Fredrik Jönzén, ex cestista svedese
- 13 giugno - Richard Kingson, ex calciatore ghanese
- 13 giugno - Matteo Malaventura, ex cestista italiano
- 13 giugno - Jennifer Mickelson, ex sciatrice alpina canadese
- 13 giugno - Heather Petri, ex pallanuotista e allenatrice di pallanuoto statunitense
- 13 giugno - Angela Rafanelli, conduttrice televisiva, autrice televisiva e conduttrice radiofonica italiana
- 13 giugno - Lumír Sedláček, ex calciatore ceco
- 13 giugno - Antonio Tolentino, ex militare italiano
- 13 giugno - Vishwananda, religioso mauriziano
- 13 giugno - Antônio da Silva, ex calciatore brasiliano
- 14 giugno - Elena Barani, allenatrice di pallamano e ex pallamanista italiana
- 14 giugno - Diablo Cody, sceneggiatrice, blogger e scrittrice statunitense
- 14 giugno - Dominic Feau'nati, rugbista a 13 e rugbista a 15 samoano
- 14 giugno - Alessandro Gori, scrittore, poeta e comico italiano
- 14 giugno - Annia Hatch, ginnasta cubana
- 14 giugno - Irene Herradas, ex cestista spagnola
- 14 giugno - Dee Hsu, cantante, attrice e conduttrice televisiva taiwanese
- 14 giugno - Gareth Krause, ex rugbista a 15 sudafricano
- 14 giugno - Daniele Parente, allenatore di pallacanestro e ex cestista italiano
- 14 giugno - Delphine Rayne, ex sciatrice alpina francese
- 14 giugno - Dave Rude, chitarrista statunitense
- 14 giugno - Floraleda Sacchi, arpista e compositrice italiana
- 14 giugno - María Soto, giocatrice di softball e dirigente sportiva venezuelana
- 14 giugno - Otar Tushishvili, ex lottatore georgiano
- 14 giugno - Giovanni Vescovi, scacchista brasiliano
- 14 giugno - Nikola Vujčić, ex cestista, allenatore di pallacanestro e dirigente sportivo croato
- 15 giugno - Terry Black, ex cestista statunitense
- 15 giugno - Wilfred Bouma, allenatore di calcio e ex calciatore olandese
- 15 giugno - Francesco Bruno, tiratore a segno italiano
- 15 giugno - Elena Drozina, pallavolista italiana
- 15 giugno - Martín Gaitán, ex rugbista a 15 e allenatore di rugby a 15 argentino
- 15 giugno - Bianna Golodryga, giornalista statunitense
- 15 giugno - Jermaine Hue, ex calciatore giamaicano
- 15 giugno - Jérôme Moïso, ex cestista francese
- 15 giugno - Annalisa Monfreda, giornalista italiana
- 15 giugno - Mohamed Muizzu, politico maldiviano
- 15 giugno - Graydon Oliver, ex tennista statunitense
- 15 giugno - Mariasilvia Santilli, giornalista e conduttrice televisiva italiana
- 15 giugno - Erik van Vreumingen, ex discobolo e pesista olandese
- 16 giugno - Dennis Brunod, scialpinista e fondista di corsa in montagna italiano
- 16 giugno - Daniel Brühl, attore tedesco
- 16 giugno - Edward Iordănescu, allenatore di calcio e ex calciatore rumeno
- 16 giugno - Fish Leong, cantante malaysiana
- 16 giugno - Lyndsey Marshal, attrice britannica
- 16 giugno - Almami Moreira, ex calciatore guineense
- 16 giugno - José Antonio Pecharromán, ex ciclista su strada spagnolo
- 16 giugno - Jason Rowe, ex cestista statunitense
- 16 giugno - Wang Peng, ex calciatore cinese
- 17 giugno - Matthew Alan, attore statunitense
- 17 giugno - Kumiko Aso, attrice giapponese
- 17 giugno - Andrea Campagnolo, allenatore di calcio e ex calciatore italiano
- 17 giugno - David Chevalier, doppiatore italiano
- 17 giugno - Isabelle Delobel, ex danzatrice su ghiaccio francese
- 17 giugno - Vjačeslav Pozdnjakov, schermidore russo
- 17 giugno - Luke Recker, ex cestista statunitense
- 17 giugno - Francisco Javier Rodríguez Vílchez, allenatore di calcio e ex calciatore spagnolo
- 17 giugno - Masato Uchishiba, judoka giapponese
- 18 giugno - Sarah Adler, attrice israeliana
- 18 giugno - Marta Cecchetto, modella italiana
- 18 giugno - Luca Dirisio, cantautore italiano
- 18 giugno - Jan Hejda, ex hockeista su ghiaccio ceco
- 18 giugno - Emma Heming, supermodella e imprenditrice britannica
- 18 giugno - Dimitri Kiernan, ex giocatore di football americano francese
- 18 giugno - Wang Liqin, ex tennistavolista cinese
- 18 giugno - Eka Zgouladze, politica georgiana
- 19 giugno - Oscar Angiuli, cantautore, paroliere e compositore italiano
- 19 giugno - Tyson Dux, wrestler canadese
- 19 giugno - Daniel Frick, ex calciatore liechtensteinese
- 19 giugno - Leo Giamani, attore pornografico statunitense
- 19 giugno - Misleydis González, pesista cubana
- 19 giugno - Glennis Grace, cantante olandese
- 19 giugno - Marwa Hussein, ex martellista egiziana
- 19 giugno - Mía Maestro, attrice e cantautrice argentina
- 19 giugno - Dagny Mellgren, ex calciatrice norvegese
- 19 giugno - Assefa Mezgebu, ex mezzofondista e maratoneta etiope
- 19 giugno - Dirk Nowitzki, ex cestista tedesco
- 19 giugno - Marina Ovsjannikova, giornalista e attivista russa
- 19 giugno - Rob Paris, ex calciatore anguillano
- 19 giugno - Ri Man-chol, ex calciatore nordcoreano
- 19 giugno - Eddie Robinson, ex calciatore statunitense
- 19 giugno - Zoe Saldana, attrice statunitense
- 19 giugno - Dainius Zubrus, ex hockeista su ghiaccio lituano
- 20 giugno - Hatem Aqel, ex calciatore giordano
- 20 giugno - LaVar Arrington, ex giocatore di football americano statunitense
- 20 giugno - Mike Birbiglia, attore, comico e regista statunitense
- 20 giugno - Serena Bonanno, attrice italiana
- 20 giugno - Niccolò Bossini, chitarrista e cantautore italiano
- 20 giugno - Raffaele De Rosa, politico italiano
- 20 giugno - Quinton Jackson, wrestler, attore e ex artista marziale misto statunitense
- 20 giugno - Evgenij Kalešin, allenatore di calcio e ex calciatore russo
- 20 giugno - Gerald Koh, ex nuotatore singaporiano
- 20 giugno - Frank Lampard, allenatore di calcio e ex calciatore inglese
- 20 giugno - Ján Mucha, ex calciatore slovacco
- 20 giugno - Joaquín Reyes, ex calciatore messicano
- 20 giugno - Leonardo Rodrigues, pallavolista brasiliano
- 20 giugno - Juli Sánchez, ex calciatore andorrano
- 21 giugno - Rim'K, rapper francese
- 21 giugno - Andreea Bănică, cantante e ballerina rumena
- 21 giugno - Magali Carrier, schermitrice francese
- 21 giugno - Ignacio Corleto, ex rugbista a 15 argentino
- 21 giugno - Erica Durance, attrice canadese
- 21 giugno - Matt Kuchar, golfista statunitense
- 21 giugno - Cristiano Lupatelli, allenatore di calcio e ex calciatore italiano
- 21 giugno - Gervase Markham, programmatore britannico († 2018)
- 21 giugno - Dejan Ognjanović, ex calciatore montenegrino
- 21 giugno - Missy Rayder, supermodella statunitense
- 21 giugno - Luis Swisher, ex calciatore guatemalteco
- 21 giugno - Darko Tuševljaković, scrittore e traduttore serbo
- 21 giugno - Tony Williams, ex cestista statunitense
- 21 giugno - Loren Woods, ex cestista statunitense
- 22 giugno - José Luis Abajo, schermidore spagnolo
- 22 giugno - Champ Bailey, ex giocatore di football americano statunitense
- 22 giugno - Ignacio Hierro, ex calciatore messicano
- 22 giugno - José Meolans, ex nuotatore argentino
- 22 giugno - Davide Morello, ex calciatore italiano
- 22 giugno - Shuhei Morita, regista e sceneggiatore giapponese
- 22 giugno - Thomas Mork, ex calciatore norvegese
- 22 giugno - Víctor Muzadi, ex cestista angolano
- 22 giugno - Mehdi Rajabzadeh, ex calciatore iraniano
- 22 giugno - Pedro Taborda, allenatore di calcio e ex calciatore portoghese
- 22 giugno - Dan Wheldon, pilota automobilistico britannico († 2011)
- 23 giugno - Memphis Bleek, rapper e produttore discografico statunitense
- 23 giugno - Silvia Janoštinová, ex cestista slovacca
- 23 giugno - Nick LaLota, politico statunitense
- 23 giugno - Frédéric Leclercq, cantautore, musicista e produttore discografico francese
- 23 giugno - Matt Light, ex giocatore di football americano statunitense
- 23 giugno - Dani Poyatos, allenatore di calcio spagnolo
- 23 giugno - Faiza Soudani, ex cestista tunisina
- 24 giugno - De Wet Barry, rugbista a 15 sudafricano
- 24 giugno - Juan Francisco Hernández, ex calciatore peruviano
- 24 giugno - Pantelīs Kafes, ex calciatore greco
- 24 giugno - Luis Javier García Sanz, ex calciatore spagnolo
- 24 giugno - Janne Moilanen, ex calciatore finlandese
- 24 giugno - Shunsuke Nakamura, ex calciatore giapponese
- 24 giugno - Mikael Nilsson, ex calciatore svedese
- 24 giugno - Adam Pearce, ex wrestler e dirigente sportivo statunitense
- 24 giugno - Ariel Pink, polistrumentista, cantante e compositore statunitense
- 24 giugno - Juan Román Riquelme, dirigente sportivo e ex calciatore argentino
- 24 giugno - Maryna Verheljuk, ex pallamanista ucraina
- 24 giugno - Emppu Vuorinen, chitarrista finlandese
- 25 giugno - Denis Barbe, ex calciatore seychellese
- 25 giugno - Cookie Belcher, ex cestista statunitense
- 25 giugno - Danilo Brugia, attore e cantante italiano
- 25 giugno - Chuckie, disc jockey surinamese
- 25 giugno - Stefano Cussotto, pallavolista italiano
- 25 giugno - Raffaele Esposito, attore italiano
- 25 giugno - Alessia Mancini, conduttrice televisiva e showgirl italiana
- 25 giugno - Miki Nakao, nuotatrice giapponese
- 25 giugno - Ēriks Pelcis, ex calciatore e ex giocatore di calcio a 5 lettone
- 25 giugno - Aramis Ramírez, ex giocatore di baseball dominicano
- 25 giugno - Andrij Raspopov, ex calciatore ucraino
- 25 giugno - Aftab Shivdasani, attore indiano
- 25 giugno - Marcus Stroud, ex giocatore di football americano statunitense
- 25 giugno - Massimo Tataranni, hockeista su pista e allenatore di hockey su pista italiano
- 26 giugno - Dermival Almeida Lima, ex calciatore brasiliano
- 26 giugno - Cho Se-kwon, ex calciatore sudcoreano
- 26 giugno - Daniel Constantin, politico e agronomo romeno
- 26 giugno - Sébastien Coutant, schermidore francese
- 26 giugno - Paulo César Arruda Parente, ex calciatore brasiliano
- 26 giugno - Grace Daley, ex cestista statunitense
- 26 giugno - José Luis Jerez, ex calciatore cileno
- 26 giugno - Cristian Lucchetti, ex calciatore argentino
- 26 giugno - Danny Milosevic, allenatore di calcio e ex calciatore australiano
- 26 giugno - Rubiel Quintana, ex calciatore colombiano
- 26 giugno - Rie Saitō, doppiatrice giapponese
- 26 giugno - Adam Svoboda, hockeista su ghiaccio ceco († 2019)
- 26 giugno - Mark Veens, ex nuotatore olandese
- 26 giugno - Signmark, rapper finlandese
- 27 giugno - Ailton Pedro Mota Pereira, ex calciatore guineense
- 27 giugno - Malik Allen, allenatore di pallacanestro e ex cestista statunitense
- 27 giugno - Saori Amakawa, modella giapponese
- 27 giugno - Michele Arcari, allenatore di calcio e ex calciatore italiano
- 27 giugno - Iñaki Bea, allenatore di calcio e ex calciatore spagnolo
- 27 giugno - Iryna Birjuk, ex cestista ucraina
- 27 giugno - Fadel Brahami, ex calciatore francese
- 27 giugno - Ali El-Omari, ex calciatore francese
- 27 giugno - Courtney Ford, attrice statunitense
- 27 giugno - Petra Frey, cantante austriaca
- 27 giugno - Graziano Gasparre, ex ciclista su strada italiano
- 27 giugno - Brandon Kurtz, ex cestista statunitense
- 27 giugno - Bernard Quiriny, scrittore belga
- 27 giugno - Apparat, musicista tedesco
- 27 giugno - Igor Santos Salazar, storico spagnolo
- 27 giugno - Marc Terenzi, cantante statunitense
- 27 giugno - André Vanderlei, allenatore di calcio a 5 e ex giocatore di calcio a 5 brasiliano
- 27 giugno - Benjamin Vomáčka, ex calciatore ceco
- 27 giugno - Zahia Ziouani, direttrice d'orchestra francese
- 28 giugno - Dmytro Babenko, ex calciatore ucraino
- 28 giugno - Camille Guaty, attrice statunitense
- 28 giugno - Maya Hazen, attrice giapponese
- 28 giugno - Ayman Idais, ex cestista giordano
- 28 giugno - Ha Ji-won, attrice sudcoreana
- 28 giugno - Simone Patrizi, cantante italiano
- 28 giugno - Elmer Ponciano, ex calciatore guatemalteco
- 28 giugno - Sarah Stanton, tastierista britannica
- 28 giugno - Bernd Thijs, allenatore di calcio e ex calciatore belga
- 29 giugno - Lorgio Álvarez, ex calciatore boliviano
- 29 giugno - Emad Bahavar, attivista iraniano
- 29 giugno - Luke Kirby, attore canadese
- 29 giugno - Paulo Jorge Pedro Lopes, ex calciatore portoghese
- 29 giugno - Jan-Paul Saeijs, ex calciatore olandese
- 29 giugno - Steve Savidan, allenatore di calcio e ex calciatore francese
- 29 giugno - Nicole Scherzinger, cantante, attrice e modella statunitense
- 29 giugno - Dirk Schrade, cavaliere tedesco
- 29 giugno - Marco Sincini, attore italiano
- 29 giugno - Paweł Sobczak, ex calciatore polacco
- 29 giugno - Ike Sturm, contrabbassista e compositore statunitense
- 30 giugno - Eleonora Abbagnato, ballerina italiana
- 30 giugno - Miriam Christine, cantante maltese
- 30 giugno - Gustavo Florentín, allenatore di calcio e ex calciatore paraguaiano
- 30 giugno - Patrick Ivuti, maratoneta e mezzofondista keniota
- 30 giugno - Dean Keates, ex calciatore inglese
- 30 giugno - Luciana León, politica peruviana
- 30 giugno - Dinaw Mengestu, scrittore etiope
- 30 giugno - Edwin Montaño, pallavolista venezuelano
- 30 giugno - Adrián Ricchiuti, allenatore di calcio, dirigente sportivo e ex calciatore argentino
- 30 giugno - Claudio Rivalta, allenatore di calcio e ex calciatore italiano